# Lumina C. Riddle Smyth
Lumina C. Riddle Smyth ( 1863 - 1926 ) fue una zoóloga, botánica estadounidense.

## Algunas publicaciones
- 1907. Occurrence of Podagrion Mantis in the Eggs of the Common Mantis. Trans. of the Kansas Academy of Sci. (1903-) 21: 178-179

### Libros
- bernard b. Smyth, lumina c. Riddle smyth. 1911. Preliminary catalogue of the flora of Kansas: mosses and ferns. Parte 1. Ed. Kansas Academy of Sci. 23 pp.

- La abreviatura «L.C.R.Smyth» se emplea para indicar a Lumina C. Riddle Smyth como autoridad en la descripción y clasificación científica de los vegetales.[2]